# Das Maskenfest des Lebens
Pour plus de détails, voir Fiche technique et Distribution.
Das Maskenfest des Lebens (en français, Le Bal masqué de la vie) est un film allemand réalisé par Rudolf Biebrach sorti en 1918.

## Synopsis
Jolanthe von Brissac est la dame d'honneur d'une grande duchesse. La duchesse veut qu'elle épouse le comte Falken, bien que Jolanthe ne l’aime pas. Après un court mariage, le comte meurt lors d'une chasse. Un peu plus tard, Jolanthe fait la connaissance le temps d'une danse d'un autre homme, qui ne se montre pas, puisqu'il porte un masque. Jolanthe est fascinée par cet inconnu mystérieux, l'invite à prendre un thé et se donne finalement à lui. Elle ne soupçonne pas que l'inconnu mystérieux est le médecin Wolfgang Sanders.
À la suite de cette nuit, un enfant naît. Le fils de Jolanthe a quatre ans lorsqu'il tombe gravement malade. Inquiet, sa mère appelle immédiatement un médecin pour s'occuper de son petit Rolf et lui sauver la vie. Jolanthe comprend seulement maintenant que le médecin est son grand amour et le père de son enfant. La fin est heureuse.

## Fiche technique
- Titre : Das Maskenfest des Lebens
- Réalisation : Rudolf Biebrach
- Scénario : Wilhelm Roellinghoff d'après Honoré de Balzac
- Musique : Giuseppe Becce
- Direction artistique : Ludwig Kainer, Jack Winter (de)
- Photographie : Karl Freund
- Producteur : Oskar Messter
- Société de production : Messter-Film Gmbh
- Société de distribution : Messter-Film Gmbh
- Pays d'origine :  Allemagne
- Langue : allemand
- Format : Noir et blanc - 1,33:1 - 35 mm
- Genre : Drame
- Durée : 70 minutes
- Dates de sortie :
  -  Allemagne : 30 août 1918.
  -  Danemark : 29 décembre 1918.
  -  Suède : 24 février 1919.

## Distribution
- Henny Porten : La comtesse Jolanthe de Brissac
- Bruno Decarli : Dr. Wolfgang Sanders
- Ernst Wendt : Le comte Falken
- Carl Zickner : Le grand-duc
- Olga Engl : La grande-duchesse
- Bruno Eichgrün : Le baron Düren
- Elsa Wagner : la vieille Sabine
- Walfried Mellin : Le petit Rolf

## Source de la traduction
- (de) Cet article est partiellement ou en totalité issu de l’article de Wikipédia en allemand intitulé « Das Maskenfest des Lebens » (voir la liste des auteurs).